# 田纳西红色猎豹
田纳西红色猎豹（英文：Tennessee Red Cheetah）是指传闻中出没于美国田纳西州的神秘动物。田纳西红色猎豹通常被描述为一种毛皮混合金色与红色以及黑色斑点的大型猫科动物，已知最后一次目击报告来自2005年。在神秘动物学中，有研究者认为田纳西红色猎豹可能是已灭绝的北美猎豹，其可能在阿巴拉契亚山脉中存在幸存的种群。